# 정형외과

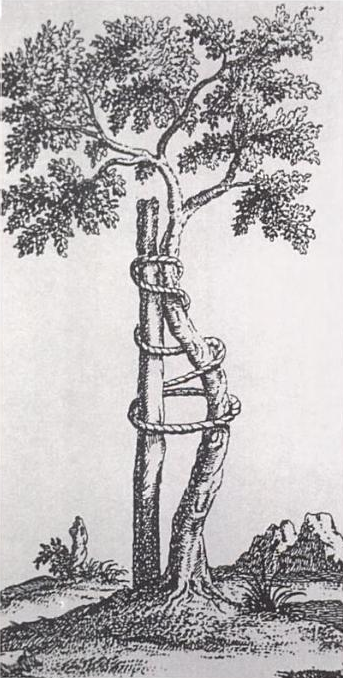
Logo

정형외과(整形外科, orthopedic surgery, orthopedics 또는 orthopaedics)는 사지와 척추 그리고 그 부속기의 형태와 기능을 내과적, 외과적 그리고 물리학적 방법으로 연구하고 보존하며 회복 및 발전시키는 의학의 한 분야로 팔, 다리 및 척추를 구성하는 모든 해부학적인 구조에 대해 진료한다. 어원을 보면, 그리스어에서 orthos가 정립(正立, straight)을, paidos가 소아(小兒, child)를 뜻하므로 orthopedics는 고전합성어적인 합성어이다. 이렇게 주로 어린이들을 대상으로 시작된 초창기 정형외과는 예방 의학적인 면이 많았으며, 시대의 변화와 산업의 발달에 따라 원래의 의미보다 광범위하고 깊은 현대의 정형외과로 발전해 왔다.
외과라는 이름 때문에 수술만 한다고
생각하는 사람이 많아 2012년 4월부터 
정형의학과로 개명시켜야한다는 의견이 제기되었으나 현재는 대부분의 의원이 반대중이다

## 주요 진료 분야
소아, 척추, 수부(手部), 족관절, 견주(肩肘=어깨와 팔꿈치)관절, 무릎, 고관절, 근골격종양(Musculoskeletal tumor)

## 하위 진료과
소아정형외과, 척추외과, 수부외과, 족부외과, 견주관절외과, 슬관절외과, 고관절외과, 근골격계 종양외과(Musculoskeletal oncology)